# 258 (عدد)
258 هو عدد صحيح  طبيعي بين 257 و259

## في الرياضيات

### خصائص
- 258 عدد زوجي
- 258 عدد زائد
- 258 عدد مضلعي (87 أضلاع-...)